# Antonio Castro Fernández
Antonio Castro Fernández, més conegut com a Toño Castro (Avilés, 6 de juny de 1972 - Eivissa, 27 de març de 2006) va ser un futbolista asturià. Ocupava la posició de defensa.

## Trajectòria
Va començar a destacar a les categories inferiors de l'Avilés, d'on passa als filials de Sporting de Gijón i de Reial Valladolid. A la temporada 93/94 debuta a la Segona Divisió amb el CD Toledo, on destaca amb 3 gols en 33 partits, en la millor campanya de la història del club castellà.
Aquesta actuació li va valdre debutar a primera divisió a la temporada següent, al fitxar per la SD Compostela. Al club gallec, però, no acaba de fer-se un lloc titular i suma 19 partits en dues campanyes. Passa la temporada 96/97 a l'Almería CF, i de nou a Compostela, tot just apareix en set ocasions abans de deixar el club el 1999.
L'asturià va morir el 27 de març de 2006, després de precipitar-se al buit prop de la muralla de Dalt Vila, a Eivissa.